# Nathan Sharpe
Nathan Charles Sharpe (Wagga Wagga, 26 de febrero de 1978) es un exjugador australiano de rugby que se desempeñaba como segunda línea.

## Selección nacional
Fue convocado a los Wallabies por primera vez en junio de 2002 para enfrentar a Les Bleus, tuvo regularidad en el equipo y disputó su último partido en diciembre de 2012 ante los Dragones rojos.
En total jugó 116 partidos, por lo que se encuentra en la lista de los jugadores con más test matches de rugby y marcó ocho tries (40 puntos).

### Participaciones en Copas del Mundo
Disputó tres Copas del Mundo: Australia 2003 donde jugó todos los partidos y resultó subcampeón, Francia 2007 donde los australianos fueron derrotados en cuartos de final por el XV de la Rosa y Nueva Zelanda 2011 donde alcanzaron la tercera posición.
| Mundial                       | Sede          | Resultado        | PJ | Tries |
| ----------------------------- | ------------- | ---------------- | -- | ----- |
| Copa Mundial de Rugby de 2003 | Australia     | Subcampeón       | 7  | 0     |
| Copa Mundial de Rugby de 2007 | Francia       | Cuartos de final | 4  | 1     |
| Copa Mundial de Rugby de 2011 | Nueva Zelanda | Tercer puesto    | 4  | 0     |

## Palmarés
- Campeón de The Rugby Championship de 2011.